# Edwin Smulders
Edwin Smulders (Eindhoven, 24 augustus 1968) is een Nederlands society-fotograaf.
Smulders groeide op als zoon van een fotograaf. Hij maakt soms foto's van leden van de koninklijke familie, zoals de eerste foto van kroonprins Willem-Alexander met zijn nieuwe vriendin Máxima die hij in 2000 nam. Daarnaast maakt hij kiekjes van bekende personen uit binnen- en buitenland.
Op 30 december 2004 trouwde hij met model en presentatrice Anouk Voorveld op Curaçao. Samen hebben ze een zoon en een dochter.